# Habibulá Cã

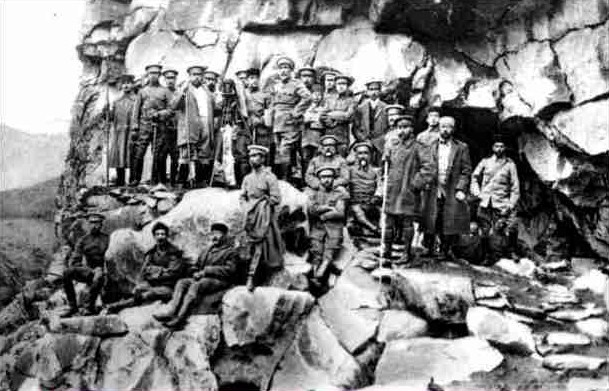
Habibulá Cã com soldados afegãos

Habibulá Cã ou Habibullah Khan (3 de junho de 1872 - 20 de fevereiro de 1919) foi o Emir do Afeganistão de 1901 a 1919, ano em que foi assassinado. Era o filho mais velho do emir Abderramão Cã (r. 1880–1901), a quem sucedeu por direito de primogenitura em outubro de 1901. O seu avô foi Maomé Afezal Cã.

## Honras
- Cavaleiro da Grã-Cruz da Ordem de São Miguel e São Jorge (GCMG) - 1896
- Cavaleiro da Grã-Cruz da Ordem do Banho (GCB) - 1907